# Asahi Haga
Asahi Haga (japanisch 芳賀 日陽 Haga Asahi; * 30. Juli 2000 in Tokio, Präfektur Tokio) ist ein japanischer Fußballspieler.

## Karriere
Asahi Haga erlernte das Fußballspielen in den Jugendmannschaften des Itabashi Boy SC und vom FC Tokyo. Die U23-Mannschaft des Hauptstadtvereins spielte in der dritten Liga, der J3 League. 2018 absolvierte er als Jugendspieler elf Drittligaspiele. 2019 wechselte er in die Universitätsmannschaft der Sakushin Gakuin University. Von dort wurde er die komplette Saison 2022 an den Drittligaaufsteiger Iwaki FC nach Iwaki verliehen. Am Ende der Saison feierte er mit Iwaki die Meisterschaft und den Aufstieg in die zweite Liga. Nach der Ausleihe wurde er am 1. Februar 2023 fest von Iwaki unter Vertrag genommen. Die Saison 2024 wurde er an den Drittligisten FC Osaka verliehen. Für den Verein aus der Präfektur Osaka bestritt er 15 Ligaspiele. Nach der Ausleihe wurde er im Februar 2025 von Osaka fest unter Vertrag genommen.